# María Laffitte
María Laffitte y Pérez del Pulgar, Comtessa de Campo Alange (Sevilla, 15 d'agost de 1902 - Madrid, 9 de juliol de 1986), va ser una aristòcrata, escriptora, assagista i crítica d'art espanyola, defensora dels drets de les dones i fundadora del Seminari d'Estudis Sociològics de la Dona.

## Obra: Llibres publicats

### Crítica d'art
- 1944 María Blanchard: Madrid, Hauser y Menet.
- 1953 De Altamira a Hollywood, metamorfosis del arte: Madrid, Revista de Occidente.
- 1958 La poética ingenuidad de Pepi Sánchez: Madrid, Ateneo de Madrid.[4]
- 1967 Aquella y esta Sevilla (conferencia)

### Assaig
- 1948 La secreta guerra de los sexos: Madrid, Revista de Occidente.
- 1961 La mujer como mito y como ser humano: Madrid, Taurus.
- 1964 La mujer en España. Cien años de su historia: Madrid, Aguilar.
- 1968 Los Derechos Humanos. Madrid : Ciencia Nueva, [1968 5ª Edición]. Libro escrito junto con José Luis López Aranguren, Ramón Tamamesy Faustino Cordón.
- 1969 En Torno a Teilhard [Texto Impreso] / Presentación, Condesa De Campo Alange. Ponentes, P. Dubarle [y Otros]. Grupo Español De Trabajo Teilhard De Chardin. Madrid : Taurus, 1969.
- 1977 Memorias de la condesa de Espoz y Mina (prologuista). Madrid: Tebas.
- 1986 La mujer española: de la tradición a la modernidad (1960-1980) (prologuista). Madrid: Tecnos.

### Narrativa
- 1959 La flecha y la esponja: Madrid, Arión.

### Biografia i autobiografia
- 1956 Mi niñez y su mundo: Madrid, Revista de Occidente. 2ª edición: Madrid, Castalia, 1990.
- 1973 Concepción Arenal (1820-1893). Estudio biográfico documental: Madrid, Revista de Occidente.
- 1983 Mi atardecer entre dos mundos. Recuerdos y cavilaciones: Barcelona, Planeta.

### Obres en col·laboració
- 1967 Habla la mujer. Un sondeo entre la juventud actual. Madrid: Cuadernos para el Diálogo.
- 1970 Mujer y aceleración histórica. Madrid: Cuadernos para el Diálogo.
- 1977 Diagnosis sobre el amor y el sexo. Barcelona: Plaza y Janés.